# Aragon (Géorgie)
Pour les articles homonymes, voir Aragon.
La ville d’Aragon est située dans le comté de Polk, en Géorgie, aux États-Unis. Elle comptait 1 039 habitants lors du recensement de 2000.

## Démographie
| 1980 | 1990 | 2000  | 2010  | - | - |
| ---- | ---- | ----- | ----- | - | - |
| 855  | 902  | 1 039 | 1 249 | - | - |